# Louis Coulon de Villiers
Pour les articles homonymes, voir Louis Coulon, Coulon et De Villiers.
Louis Coulon de Villiers, né le 10 août 1710 à Verchères (Québec) et mort le 2 novembre 1757 à Québec, est un officier de marine français.

## Biographie

### Origines et famille
Il est le fils de Nicolas-Antoine Coulon de Villiers et d’Angélique Jarret de Verchères. Il épouse Marie-Amable Prud'homme à Montréal le 29 décembre 1753.
Deux de ses frères, François Coulon de Villiers (1712-1794) et Joseph Coulon de Villiers, sieur de Jumonville (1718–1754), se distingueront également pendant la guerre de Sept Ans. Sa sœur Marie épouse Alexandre Dagneau Douville.

### Carrière militaire
Louis Coulon de Villiers commence sa carrière comme cadet dans la Marine sous les ordres de son père, au fort Saint-Joseph (probablement Niles (Michigan)). Lors d’une attaque contre la tribu des Renards à la « baie des Puants » (Green Bay) en 1733, son père et un de ses frères sont tués, tandis qu’il est lui-même grièvement blessé. Pour compenser cette perte, il est nommé enseigne en second l’année suivante. Il continue son service dans l’Ouest où il mérite le respect des tribus indiennes ainsi que celui de ses supérieurs. Il sert en Louisiane lors de la campagne menée par Jean-Baptiste Le Moyne de Bienville contre les Chicachas en 1739 ; à son retour, il est nommé au fort Saint-Frédéric (Crown Point) sur le lac Champlain.
En 1748, il est promu lieutenant et, deux ans plus tard, grâce à sa bonne réputation auprès des tribus de la région, on lui confie le commandement du fort des Miamis (probablement situé au fort Wayne, ou tout près). Entre-temps, des trafiquants de fourrure britanniques ont envahi le pays et noué des liens étroits avec les Miamis. Les ordres du gouverneur Jacques-Pierre de Taffanel de La Jonquière lui enjoignent de libérer cette tribu de l’influence des Britanniques et de restaurer l’autorité française. Malgré son peu de succès, il est promu capitaine lors de son retour à Montréal en 1753.

### La guerre de Sept ans
En 1754, au moment où la tension monte dans la vallée de l'Ohio, la France étant décidée à contester les réclamations territoriales de la Virginie, le gouverneur Duquesne dépêche des troupes supplémentaires aux forts récemment construits entre le lac Érié et l’embranchement de la rivière Ohio. Louis Coulon prit le commandement d’une troupe constituée de 600 Canadiens et de plus de 100 Indiens de la mission. À son arrivée au fort Duquesne (Pittsburgh, Pennsylvanie) le 26 juin, il apprend que même si la Grande-Bretagne et la France ne sont pas en guerre, un détachement de près de 30 Canadiens, conduit par son frère, Joseph Coulon de Villiers de Jumonville, a été attiré dans une embuscade par un détachement de la milice de Virginie, dirigé par George Washington, accompagné de quelques Indiens sous la conduite de Tanaghrisson. Jumonville et neuf autres Canadiens sont tués ; les autres, à l’exception d’un seul, sont capturés. Le commandant du fort, Claude-Pierre Pécaudy de Contrecœur, rassemble alors 500 membres de sa garnison afin de venger cette attaque et de chasser les Britanniques du territoire réclamé par la France. Louis Coulon reçoit le commandement de ce détachement, tel qu’il l’avait demandé.

#### Bataille de Fort Necessity
Deux jours plus tard, la troupe, accompagnée d’un certain nombre d’alliés indiens, dont plusieurs vont par la suite déserter, quitte le fort Duquesne. En route, ils passent à l’endroit où le petit détachement de Jumonville est tombé dans l’embuscade. Washington y a abandonné, sans sépulture, les cadavres scalpés qui servent de proie aux loups et aux corneilles.
Le 3 juillet, les Canadiens entrent en contact avec l’ennemi qui est réfugié dans une grossière redoute en rondins, baptisée à juste titre fort Necessity (près de Farmington, Pennsylvanie). Le moral et la discipline des Britanniques sont bas, et leurs alliés indiens les ont abandonnés. Pendant neuf heures, entre les bourrasques intermittentes de pluie, les forces canadiennes accablent l’ennemi d’un feu nourri, leur infligeant une centaine de pertes, soit environ le quart de leurs effectifs. À la tombée de la nuit, les pertes de Coulon ne s’élevent qu’à trois morts et 17 blessés, mais ses hommes sont épuisés, la poudre et les projectiles commencent à manquer, et il y a des raisons de craindre l’arrivée prochaine de renforts britanniques. Il décide alors de parlementer. Washington accède rapidement à sa demande.
Coulon rédige les articles de la capitulation, déclarant que :

« …Comme notre intention [l'intention des Canadiens] n'a jamais été de troubler la Paix et la Bonne armonie qui régnoit entre les deux Princes amis, mais seulement de venger L'assasin qui a été fait sur un de nos officier porteur d'une sommation et sur son escorte, comme aussy d'empecher aucun Etablissement sur les terres du Roy mon maitre… (extrait) »

Les Britanniques reçoivent la permission de retourner en sécurité dans leur pays avec les honneurs de la guerre, à la condition qu’ils promettent de quitter leurs établissements situés à l’ouest des Alleghanys pendant les douze mois qui suivront. Ils acceptent de renvoyer au fort Duquesne, dans un délai de deux mois et demi, les prisonniers capturés lors de leur attaque contre la troupe de Jumonville. Pour montrer leur volonté de respecter les clauses de la capitulation, ils présentent deux otages, Robert Stobo et leur interprète, Jacob Van Braam.
Le jour suivant, les Britanniques s’enfuient si rapidement à leurs établissements que Washington laisse son journal parmi les bagages abandonnés. Le gouvernement français utilise abondamment son contenu, ainsi que celui des articles de la capitulation, pour taxer les Britanniques d’assassins et d’agresseurs avoués. Washington nie s’être sciemment avoué coupable de meurtre. En accord avec ses collègues officiers, il soutient que leur interprète, en traduisant l’acte, a substitué les mots « mort » ou « tuerie » au terme incriminant d’« assassin ». Les Britanniques déclarent également par la suite qu’ils n’ont aucune intention de respecter le document auquel Washington a apposé sa signature. Les prisonniers canadiens ne sont pas relâchés, Stobo viole sa parole et sert d’espion, et, avant la fin de l’année stipulée dans l’acte, Washington accompagne l’armée du major général Edward Braddock dans un assaut majeur contre le fort Duquesne.
Bien que le gouverneur Duquesne entretienne de sérieuses réserves concernant la clause de l’acte de capitulation qui interdit la vallée de l’Ohio aux Britanniques pour une seule année, il est quand même heureux de la tournure des évènements. On a vengé l’honneur de la France et supprimé la menace des Britanniques contre la position française dans l’Ouest. Dans son rapport au ministre de la Marine, il loue non seulement la valeur de Coulon de Villiers, mais aussi la retenue dont il a fait preuve en épargnant la vie des Virginois, malgré l’amer ressentiment qu’il a dû éprouver à la suite de l’assassinat de son frère.

#### Hommages
L’année suivante, en 1755, lorsque les hostilités reprennent de façon intensive, Louis Coulon s’illustre dans la petite guerre à la frontière de la Pennsylvanie, puis à la prise des forts Oswego et William Henry (aussi appelé fort George ; aujourd’hui Lake George). En 1755, le gouverneur général, Pierre de Rigaud de Vaudreuil, réitére la demande de ses prédécesseurs à l’effet que Louis Coulon de Villiers reçoive la croix de Saint-Louis, mentionnant qu’il l’a méritée depuis longtemps par ses vaillants états de service en ajoutant : « La famille du Sr de Villiers s’est de tout temps distingué dans le service, et aucun deux n’a pery qu’en combattant l’Ennemy. » Ironiquement, Coulon de Villiers reçoit cette récompense tant convoitée quelques jours seulement avant d’être frappé par la petite vérole. Le 2 novembre 1757, Vaudreuil informe le ministre de la mort de Louis Coulon. « Il est dommage, Monseigneur, écrivit-il, qu’un si excellent officier soit mort de cette maladie après s’être exposé aux plus grands dangers. »

Signé «Marquis de Motcalm»

Le Marquis de Montcalm écrira le 6 novembre 1757, dans son journal:

« La disette paroît encore plus grande qu'on le croiroit. Le Canadien a un mauvais ton à cette occasion ; il y est un peu excité par quelques curés ; on se plaint nommé- ment de celui de l'Assomption. Le grand mal vient de ce que le Canadien n'a pas de confiance dans le gouvernement, et reste toujours persuadé que la disette est artificielle et suggérée par l'avidité de certaines personnes. Je pense que le fait n'est pas vrai ; mais le malheur est que l'opinion du peuple est fondée sur l'expérience du passé. Le sieur de Villiers, l'un des meilleurs officiers de la colonie et des plus connus par ses actions, est mort de la petite vérole le 3, universellement regretté. »

## Culture populaire
- Dans Timeless (ou Intemporel au Québec), dans l'épisode 7 de la saison 1, les personnages font la rencontre de Louis Coulon de Villiers, interprété par Salvator Xuereb. La série prétend qu'il a eu un fils appelé Jacques, mais en fait il a eu un fils appelé François.

## Hommages contemporains
Une rue a été nommée en son honneur, en 1890, dans le quartier Saint-Sauveur, de la ville de Québec

## Héraldique
| Armes famille Coulon de Villiers (1594) | Les armes d'un ancêtre, Nicolas Coulon de Villiers en 1594 se blasonnent ainsi : D'Azur à la fasce d'or chargée de trois têtes de maure de sable bandées d’argent. Ses armes et nobilité furent confirmés 1605 dans lettres du roi Henri IV, aussi pour ses descendants. La terre de Villiers se trouvait sur la commune actuelle Mantes-la-Ville |

## Sources-bibliographie
- Dictionnaire biographique du Canada en ligne (DBC) - Article Coulon de Villiers, Louis
- Guy Frégault, La Guerre de la Conquête, Montréal, Fides, 2009, 514 p. (ISBN 978-2-7621-2989-2)
- Jacques Mathieu et Sophie Imbeault, La Guerre des Canadiens. 1756-1763, les éditions du Septentrion, Québec, 2013, 280 p. [présentation en ligne]
- Laurent Veyssière (dir.) et Bertrand Fonck (dir.), La guerre de Sept Ans en Nouvelle-France, Québec, Septentrion (Canada) et PUPS (France), 2012, 360 p. (ISBN 978-2-89448-703-7)
- (en) Fred Anderson, Crucible of War : The Seven Years' War and the Fate of Empire in British North America, 1754-1766, New York, Knopf, 2000, 862 p. (ISBN 978-0-375-40642-3, OCLC 40830180, lire en ligne).
- (en) Alfred A. Cave, The French and Indian war, Westport, Connecticut - Londres, Greenwood Press, 2004, 175 p. (ISBN 978-0-313-32168-9, OCLC 57479223, lire en ligne)